# Albert Norden

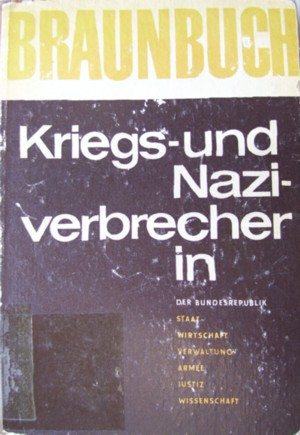
tzw. "Brązowa Księga o Pożarze Reichstagu i hitlerowskim terrorze"

Albert Norden, ps. Hans Behrend, Konrad i Konni (ur. 4 września 1904 w Mysłowicach, zm. 30 maja 1982 w Berlinie) – niemiecki działacz komunistyczny i dziennikarz, wschodnioniemiecki historyk, polityk i funkcjonariusz partyjny SED, m.in. sekretarz KC i członek Biura Politycznego KC SED.

## Życiorys
Norden urodził się w rodzinie liberalno-mieszczańskiej, był synem rabina dr filozofii Josepha Nordena i Emelie Meseritz. W 1907 rodzina przeniosła się do Elberfeld, obecnie dzielnicy Wuppertalu. Po ukończeniu tamże szkoły średniej (1911-1920), odbył staż ciesielski (1921-1922). Uczęszczał do szkoły handlowej (Handelsschule) (1919). Został członkiem Wolnej Młodzieży Socjalistycznej (Freien Sozialistischen Jugend) (1919), i KPD (1921). Uczęszczał do Szkoły Partyjnej KPD (KPD-Parteischule) w Jenie (1923). Pracował dla różnych gazet lewicowych - socjalistycznych i komunistycznych, m.in. 
- biuletynu radykalnej socjalistycznej młodzieży żydowskiej (Rundbrief der radikal-sozialistischen jüdischen Jugend) (1921),
- Rote Fahne des Westens w Remscheid (1923),
- Freiheit w Düsseldorfie (1923-1930),
- Klassenkampf w Halle (1924-1925),
- Hamburger Volkszeitung (1925-1927),
- Arbeiterzeitung w Bremie (-1928),
- Ruhr-Echos w Essen (1930),
- Roten Fahne w Berlinie (1931-1933),
- mieś. Linkskurve w Berlinie.

Kilkakrotnie był aresztowany w Republice Weimarskiej z powodów politycznych m.in. w Düsseldorfie (1923-1924) i Hamburgu (1927). Po przejęciu władzy przez hitlerowców wyemigrował, w 1933 do Danii, i w tym samym roku docierając do Francji, w 1935 do Czechosłowacji, a w 1941 francuskim statkiem przez Meksyk do Stanów Zjednoczonych. W Paryżu pracował nad "Brązową Księgą o Pożarze Reichstagu i hitlerowskim terrorze" (Braunbuch über Reichstagsbrand und Hitlerterror). Współredagował m.in.
- Die antifaschistische Front w Kopenhadze (1933),
- miesięcznik Front mondial w Paryżu,
- Weltfront w Paryżu,
- Abstimmungskampf,
- Rundschau,
- tyg. Deutsche Volkszeitung w Pradze,
- organy Kominternu Internationale Pressekorrespondenz - Inprekorr i Rundschau über Politik, Wirtschaft und Arbeiterbewegung w Bazylei i Pradze (1935-1938),
- Roten Fahne,
- periodyk Internationalen.

Wykładał na kursach KC KPD w Draveil. Internowany w Damigny-sur-Orne i Bassens (koło Bordeaux). W Nowym Jorku zarabiał na życie jako pracownik fabryki części radiowych na Brooklynie i fabryki diamentów przemysłowych na Manhattanie (1942-1945). Był działaczem Niemiecko-Amerykańskiego Stowarzyszenia Kulturowego (Deutsch-Amerikanischen Kulturverbandes) i pracował dla emigracyjnych czasopism German American i Freies Deutschland (Meksyk). W 1944 był członkiem założycielem Rady Demokratycznych Niemiec (Council for a Democratic Germany). Wydawał German today. O śmierci ojca w 1943 w obozie koncentracyjnym Theresienstadt dowiedział się dopiero po powrocie z wygnania.

### Po II wojnie światowej
W 1946 powrócił do Europy, na statku Nikołajew (Николаев) do Odessy, i przez Moskwę, udał się do Berlina. Pracował dla organu SPD dwutyg. Vorwärts w Berlinie, nad książką pt „Lehren deutsche Geschichte” (1946), oraz w Wydziale Gospodarki Komitetu Centralnego SED (1947). Był red. nacz. Deutschland Stimme (1948-1949), czł. zarządu Związku Prasy Niemieckiej (Verband der Deutschen Presse) (1947-), deputowanym do Niemieckiej Izby Ludowej (Deutsche Volksrats) i Izby Ludowej NRD (Volkskammer) w Berlinie (1949-1950), szefem prasowym Niemieckiej Komisji Gospodarczej (Deutsche Wirtschaftskommission) (1949-), szefem wydziału prasowego Urzędu Informacji NRD (Informationsamt der DDR) (1949-1952). Wykładał też, z tytułem profesora, historię nowożytną na Uniwersytecie Humboldta w Berlinie (1953-1955). Od 1954 był sekretarzem a następnie sekretarzem stanu Komitetu ds. Jedności Niemiec SED (Ausschusses für Deutsche Einheit). Był członkiem i sekretarzem KC SED (1955-1981), kier. Komisji Agitacji przy Biurze Politycznym KC SED (1955-1967), kier. Komisji Zachodniej przy BP KC SED (1960-1979), członkiem BP KC SED (1958-1981), deputowanym do Izby Ludowej NRD (1958-1981), Rady Obrony Narodowej NRD (1960-1979), oraz Rady Państwa NRD (1976-1981). W Biurze Politycznym był m.in. odpowiedzialny za utworzenie i kierownictwo komisji ds. ścigania zbrodni nazistowskich i wojennych. Z racji sprawowanych funkcji był „skoszarowany” w partyjno-rządowym osiedlu kierownictwa NRD - Osiedlu Leśnym pod Bernau.
W 1965 opublikował II wydanie tzw. brązowej książki, która zawierała wykaz ponad 1800 nazistów i zbrodniarzy wojennych na stanowiskach kierowniczych w RFN; w III edycji zawarto ponad 2300 nazwisk. 
W 1981 przeszedł na emeryturę. Chorował na Parkinsona; po śmierci w 1982 jego urnę pochowano na Cmentarzu Centralnym Friedrichsfelde (Zentralfriedhofs Friedrichsfelde) w berlińskiej dzielnicy Lichtenberg.